# 娃娃脸
娃娃臉又稱童顏，是人類的一種臉部特徵，是青春期與成年期的幼態延續現象。
娃娃臉有以下特徵：
- 頭部較小（但與個體的身體比起來相對較大）
- 額頭突出
- 臉部的器官（眼、耳、鼻等）位置相對較低
- 又大又圓的眼睛
- 又小又短的鼻子
- 臉頰圓潤
- 下巴較小

外貌吸引力的心理學與社會學研究指出，個體若具有較幼小的臉部特徵則較能吸引他人。
一些研究人員宣稱，看起來較年幼的女性較能吸引人是出於生物的理由：支持演化論的生物學家認為如果男性擁有年輕女性，那麼就具有較大的繁衍後代的優勢，因為年輕的女性通常較健康而且也具有較長的生育期。因此，男性可藉由年輕女性生產更多後代，意味著他能夠延續其基因。
娃娃臉的現象出現於全人類的社會，不分人種與國籍。但是並非所有人類社會的娃娃臉盛行率都是一樣的，而是會隨著環境變化。